# Zeatupua forsteri
Genre
Espèce
Zeatupua forsteri, unique représentant du genre Zeatupua, est une espèce d'araignées aranéomorphes de la famille des Physoglenidae.

## Distribution
Cette espèce est endémique de Nouvelle-Zélande. Elle se rencontre dans la vallée de l'Orongorongo dans la région de Wellington dans l'île du Nord.

## Description
Le mâle holotype mesure 3,071 mm.

## Étymologie
Cette espèce est nommée en l'honneur de Raymond Robert Forster.

## Publication originale
- Fitzgerald & Sirvid, 2009 : A revision of Nomaua (Araneae: Synotaxidae) and description of a new synotaxid genus from New Zealand. Tuhinga, vol. 20, p. 137-158 (texte intégral A B).